# Carlo Garofalo

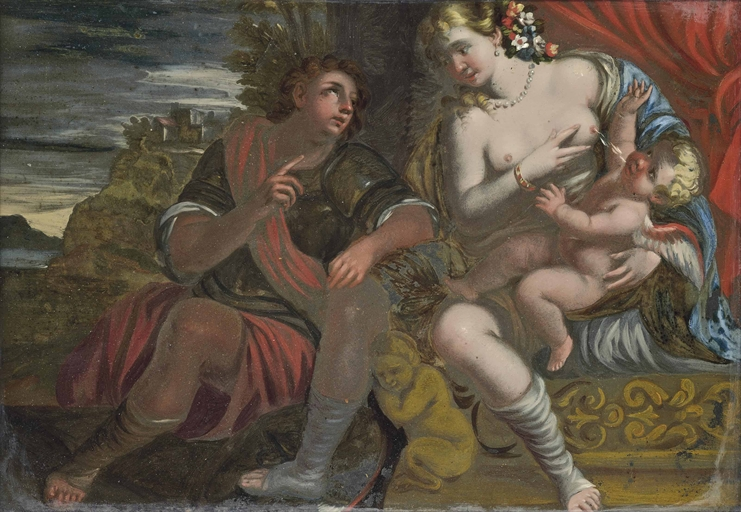
Venus, Cupido y Marte, óleo sobre cristal, 28 x 38 cm, colección privada.

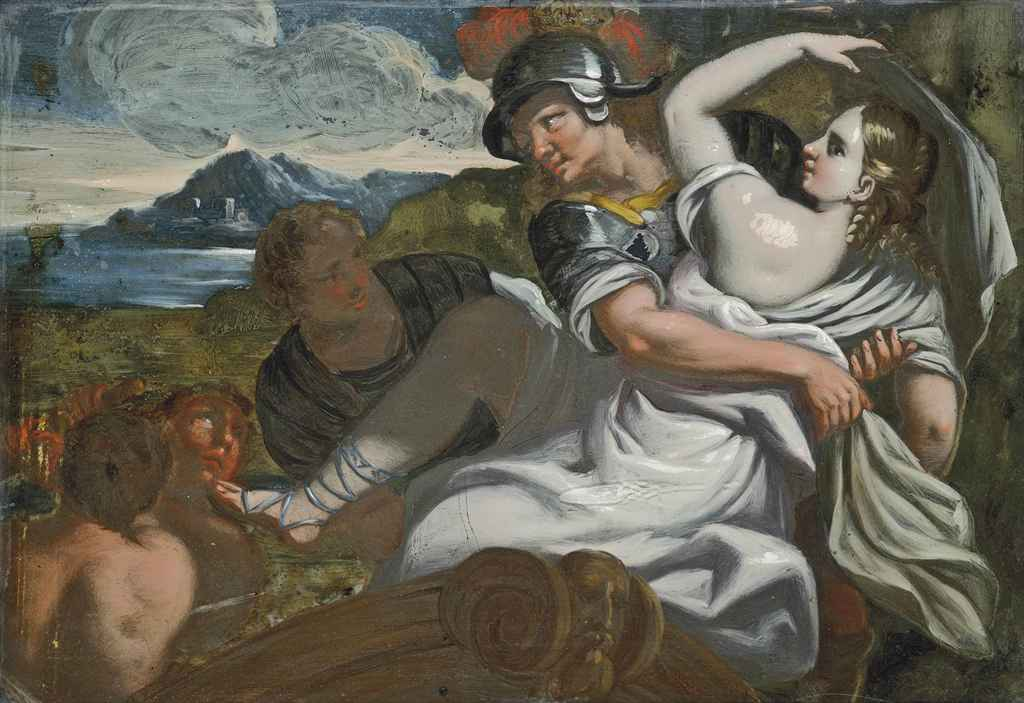
El rapto de Helena, óleo sobre cristal, 28 x 38 cm, colección privada.

Carlo Garofalo (f. 1688-Nápoles, 1705) fue un pintor barroco italiano especializado en la pintura sobre cristal, activo en Nápoles y en Madrid. 

## Biografía y obra
De' Dominici se ocupó de Carlo Garofalo dentro de la biografía que dedicó a Luca Giordano al tratar de los discípulos y seguidores del maestro napolitano que alcanzaron fama pintando sobre cristal. Aseguraba De' Dominici que, «por su virtud», había merecido que su maestro lo propusiese al rey de España Carlos II para trabajar en la pintura de los cristales y otros adornos de los aposentos reales, en tanto él estaba ocupado en la pintura de las bóvedas del Monasterio de El Escorial. Además, recogía una anécdota referida por el propio Giordano de lo ocurrido el primer día que Garofalo pintó en palacio. Deseando verle trabajar, contaba De' Dominici, el rey se acercó a él y, como las figuras que pintaba eran muy pequeñas, tuvo que aproximar mucho la cara a la del pintor que, temeroso, comenzó a sudar. Observándolo el rey y pensando que era por el calor le invitó a aflojarse el cuello de la camisa. Pero el pintor, cada vez más nervioso, interpretó que el rey, por el gesto, lo había condenado a perder la cabeza al disgustarle su pintura, por lo que se arrojó a sus pies suplicándole que le perdonase la vida, con lo que provocó el asombro del rey, que no comprendía el motivo del llanto del pintor, y la risa de los que rodeaban al monarca.
A Carlo Garofalo se le documenta en Madrid en octubre de 1691, antes de la llegada de Giordano a España, cuando presentó un memorial solicitando se le concediese el título de pintor del rey sin gajes. En él se decía «pintor y discípulo de Lucas Jordán natural de la çiudad de Nápoles». Llevaba más de tres años en la corte, donde había sido llamado para pintar en palacio y trabajado por espacio de más de dos años en la pintura de los espejos de los cuartos del rey y de la reina. El título de pintor del rey sin sueldo lo solicitaba «para yr a su patria a vista de sus hixos y parientes y por desear partirse quanto antes». Informado favorablemente por el condestable de Castilla, el nombramiento le llegó el 21 de diciembre de 1692.
Los datos relativos a su obra son muy escasos. Dos pinturas con los temas del Ecce Homo y la Virgen Dolorosa se mencionaban en 1716 en la colección del conde de Benavente. Al margen de ello se le atribuyen algunas pinturas de motivo religioso y dos series desiguales de asunto mitológico dispersas en colecciones particulares.